# Kaamusjärvi
Kaamusjärvi är en sjö i Finland. Den ligger i kommunen Enontekis i landskapet Lappland, i den norra delen av landet, 900 km norr om huvudstaden Helsingfors. Kaamusjärvi ligger 385,8 meter över havet. Den ligger vid sjön Raaskaltiajärvet. Omgivningarna runt Kaamusjärvi är i huvudsak ett öppet busklandskap. Arean är 63,6 hektar och strandlinjen är 3,58 kilometer lång. Sjön  ingår i Kemi älvs huvudavrinningsområde. 